# Коктобе (Карасайский район)
Коктобе (каз. Көктөбе, до 2007 г. — Известковое) — село в Карасайском районе Алматинской области Казахстана. Входит в состав Каскеленской городской администрации. Код КАТО — 195220300.

## Население
В 1999 году население села составляло 50 человек (26 мужчин и 24 женщины). По данным переписи 2009 года, в селе проживало 95 человек (51 мужчина и 44 женщины).